# Richard Batka
Richard Batka, född 14 december 1868 och död 24 april 1922, var en böhmisk musikskriftställare.
Batka föddes i Prag, där han först verkade som musikkritiker, men var från 1908 bosatt i Wien och tillsammans med Richard Specht utgivare av musiktidskriften Der Merker. Batka författade flera värdefulla arbeten, framför allt om nationell böhmisk musik, men också om grekisk tonkonst, flerstämmig medeltida konstmusik, skrev en allmän musikhistoria med mera. Batka skrev även libretton till Henri Marteaus studentopera Meister Schwalbe, samt till Leo Blechs komiska enaktsopera Das war ich.